# 土師ノ里駅
土師ノ里駅（はじのさとえき）は、大阪府藤井寺市道明寺一丁目にある、近畿日本鉄道（近鉄）南大阪線の駅。駅番号はF14。
古墳時代の豪族土師氏にその名の由来を持つが、土師ノ里という名は駅と交差点のみ（交差点名は土師の里）で、地名は存在しない。

## 歴史

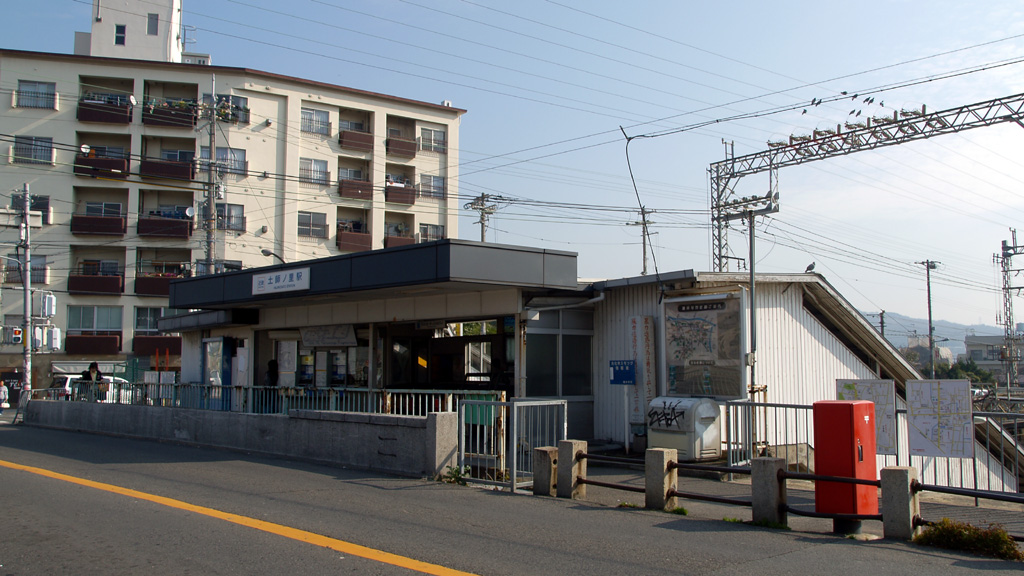
旧駅舎（2007年3月）

- 1924年（大正13年）6月1日：大阪鉄道の駅として開業[1]。
- 1943年（昭和18年）2月1日：関西急行鉄道が大阪鉄道を合併[2]。関西急行鉄道天王寺線の駅となる。
- 1944年（昭和19年）6月1日：戦時統合により関西急行鉄道が南海鉄道（現在の南海電気鉄道の前身。後に再独立）と合併、近畿日本鉄道南大阪線の駅となる[2]。
- 1965年（昭和40年）3月18日：準急の停車駅に追加される。
- 1994年（平成6年）3月15日：ホーム有効長が1両延伸されて8両となる[3]。
- 2007年（平成19年）4月1日：ICカード「PiTaPa」使用開始[4]。
- 2008年（平成20年）10月26日：新駅舎使用開始。
- 2024年（令和6年）11月10日：終日無人化[5]。

## 駅構造

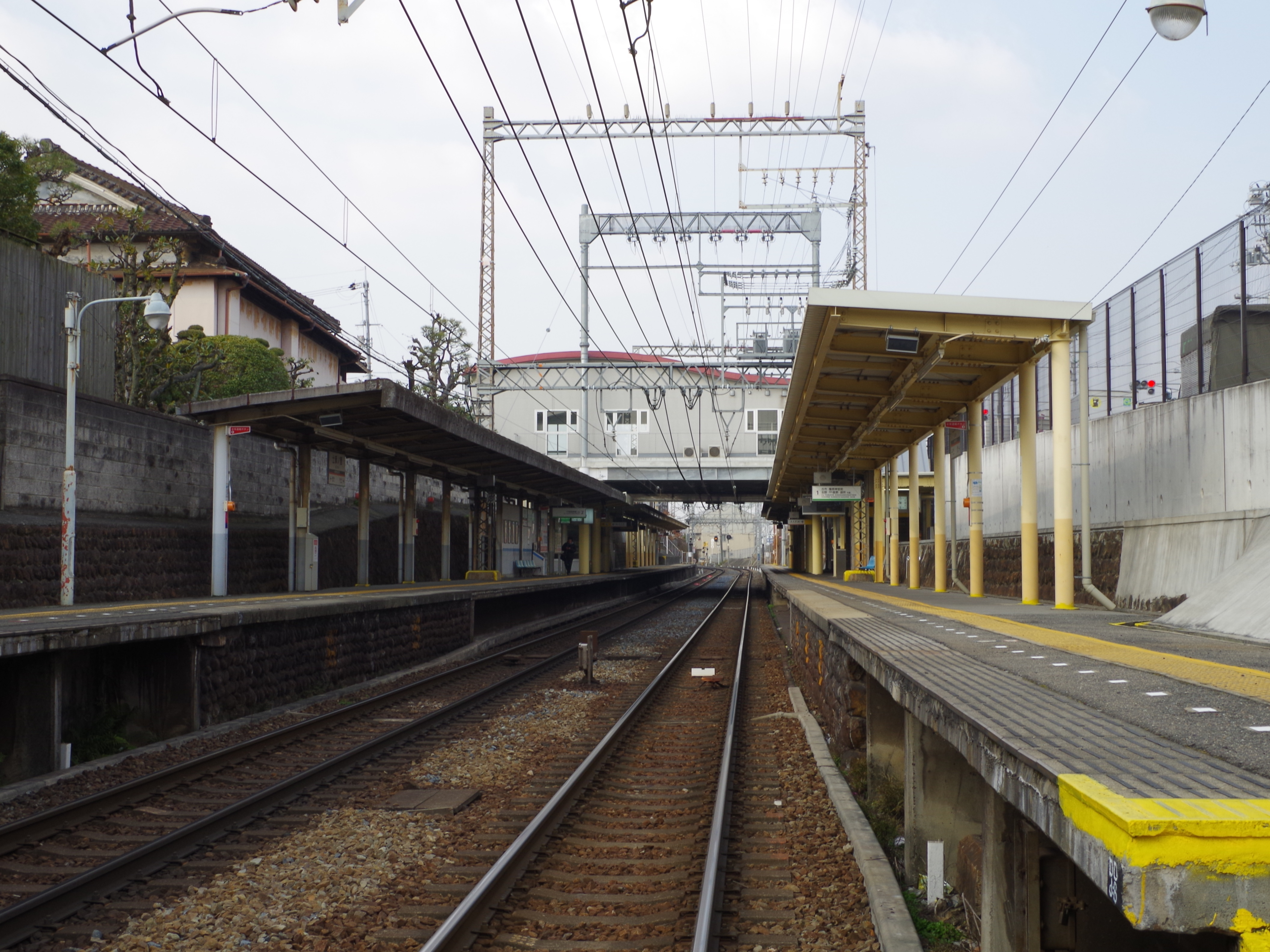
プラットホーム（2013年1月）

相対式2面2線ホームを持つ半地下（掘割）駅。駅舎は橋上にあり、国道170号線旧道に面している。ホーム有効長は8両。
無人駅で、駅遠隔監視システムが導入されている（管理駅は藤井寺駅）。2024年（令和6年）11月9日までは午前中のみ有人駅だった。PiTaPa・ICOCA対応の自動改札機並びに自動精算機（回数券カード及びICカードのチャージに対応）が設置されている。

### のりば
| のりば | 路線       | 方向 | 行先                     |
| ------ | ---------- | ---- | ------------------------ |
| 1      | F 南大阪線 | 下り | 河内長野・橿原神宮前方面 |
| 2      | F 南大阪線 | 上り | 大阪阿部野橋方面         |

## 利用状況
2024年11月12日における1日乗降人員は6,312人である。
近年における1日乗降人員の推移は下表の通り。
| 年度               | 調査日   | 乗車人員 | 降車人員 | 乗降人員 | 出典        | 出典          |
| 年度               | 調査日   | 乗車人員 | 降車人員 | 乗降人員 | 近鉄        | 大阪府        |
| ------------------ | -------- | -------- | -------- | -------- | ----------- | ------------- |
| 1990年（平成02年） | 11月06日 | 5,644    | 5,349    | 10,993   |             | [ 大阪府 1 ]  |
| 1991年（平成03年） | -        | -        | -        | -        |             | [ 大阪府 2 ]  |
| 1992年（平成04年） | 11月10日 | 5,415    | 5,286    | 10,701   |             | [ 大阪府 3 ]  |
| 1993年（平成05年） | -        | -        | -        | -        |             | [ 大阪府 4 ]  |
| 1994年（平成06年） | -        | -        | -        | -        |             | [ 大阪府 5 ]  |
| 1995年（平成07年） | 12月05日 | 5,570    | 5,190    | 10,760   |             | [ 大阪府 6 ]  |
| 1996年（平成08年） | -        | -        | -        | -        |             | [ 大阪府 7 ]  |
| 1997年（平成09年） | -        | -        | -        | -        |             | [ 大阪府 8 ]  |
| 1998年（平成10年） | 11月10日 | 5,036    | 4,830    | 9,866    |             | [ 大阪府 9 ]  |
| 1999年（平成11年） | -        | -        | -        | -        |             | [ 大阪府 10 ] |
| 2000年（平成12年） | 11月07日 | 4,770    | 4,775    | 9,545    | [ 近鉄 1 ]  | [ 大阪府 11 ] |
| 2001年（平成13年） | -        | -        | -        | -        |             | [ 大阪府 12 ] |
| 2002年（平成14年） | -        | -        | -        | -        |             | [ 大阪府 13 ] |
| 2003年（平成15年） | 11月11日 | 4,087    | 3,954    | 8,041    | [ 近鉄 2 ]  | [ 大阪府 14 ] |
| 2004年（平成16年） | -        | -        | -        | -        |             | [ 大阪府 15 ] |
| 2005年（平成17年） | 11月08日 | 3,946    | 3,825    | 7,771    | [ 近鉄 3 ]  | [ 大阪府 16 ] |
| 2006年（平成18年） | -        | -        | -        | -        |             | [ 大阪府 17 ] |
| 2007年（平成19年） | -        | -        | -        | -        |             | [ 大阪府 18 ] |
| 2008年（平成20年） | 11月18日 | 3,688    | 3,600    | 7,288    |             | [ 大阪府 19 ] |
| 2009年（平成21年） | -        | -        | -        | -        |             | [ 大阪府 20 ] |
| 2010年（平成22年） | 11月09日 | 3,522    | 3,440    | 6,962    | [ 近鉄 4 ]  | [ 大阪府 21 ] |
| 2011年（平成23年） | -        | -        | -        | -        |             | [ 大阪府 22 ] |
| 2012年（平成24年） | 11月13日 | 3,488    | 3,374    | 6,862    | [ 近鉄 5 ]  | [ 大阪府 23 ] |
| 2013年（平成25年） | -        | -        | -        | -        |             | [ 大阪府 24 ] |
| 2014年（平成26年） | -        | -        | -        | -        |             | [ 大阪府 25 ] |
| 2015年（平成27年） | 11月10日 | 3,618    | 3,549    | 7,167    | [ 近鉄 6 ]  | [ 大阪府 26 ] |
| 2016年（平成28年） | -        | -        | -        | -        |             | [ 大阪府 27 ] |
| 2017年（平成29年） | -        | -        | -        | -        |             | [ 大阪府 28 ] |
| 2018年（平成30年） | 11月13日 | 3,646    | 3,638    | 7,284    | [ 近鉄 7 ]  | [ 大阪府 29 ] |
| 2019年（令和元年） | -        | -        | -        | -        |             | [ 大阪府 30 ] |
| 2020年（令和02年） | -        | -        | -        | -        |             | [ 大阪府 31 ] |
| 2021年（令和03年） | 11月09日 | 3,127    | 3,079    | 6,206    | [ 近鉄 8 ]  | [ 大阪府 32 ] |
| 2022年（令和04年） | 11月08日 | 3,220    | 3,142    | 6,362    | [ 近鉄 9 ]  | [ 大阪府 33 ] |
| 2023年（令和05年） | 11月07日 | 3,253    | 3,260    | 6,513    | [ 近鉄 10 ] | [ 大阪府 34 ] |
| 2024年（令和06年） | 11月12日 |          |          | 6,312    | [ 近鉄 11 ] |               |

## 駅周辺

### 古墳
- 世界文化遺産古市古墳群
  - 仲ツ山古墳（伝仲姫命陵）
  - 市ノ山古墳（伝允恭天皇陵）
  - 高塚山古墳
  - 古室山古墳
  - 鍋塚古墳

### 神社
- 伴林氏神社
- 志貴県主神社
- 澤田八幡神社

### 学校
- 藤井寺市立道明寺小学校
- 藤井寺市立道明寺中学校
- 藤井寺市立第三中学校

### その他
- 市民総合会館分館支所
  - 藤井寺市立図書館図書コーナー
- 藤井寺沢田郵便局
- 藤井寺北条郵便局
- 西名阪自動車道・藤井寺IC
- 国道170号（旧道）
- 府道堺大和高田線（駅前で国道170号と交差）

かつては、国道170号に富田林駅 - 志紀車庫前（八尾市）間、また堺大和高田線には堺東駅 - 河内国分駅間を結ぶ近鉄バス路線が存在した。百舌鳥・古市古墳群が世界文化遺産に登録された2019年から2020年にかけて、当駅と百舌鳥古墳群にある堺市博物館の間に臨時バスの運行（近鉄バス・南海バス）も行われた。

## 隣の駅
近畿日本鉄道
F 南大阪線
■急行・■区間急行
通過
■準急・■普通
藤井寺駅 (F13) - 土師ノ里駅 (F14) - 道明寺駅 (F15)
- 1974年までは、藤井寺駅と当駅の間に応神御陵前駅が存在した。

### 記事本文

### 利用状況
1. ↑  駅別一日乗降人員 南大阪線 吉野線 - 近畿日本鉄道
2. ↑  大阪府統計年鑑 - 大阪府

#### 近畿日本鉄道
1. ↑  駅別乗降人員 南大阪線 吉野線 - 近畿日本鉄道（ウェイバックマシン）
2. ↑  駅別乗降人員 南大阪線 吉野線 - 近畿日本鉄道（ウェイバックマシン）
3. ↑  駅別乗降人員 南大阪線 吉野線 - 近畿日本鉄道（ウェイバックマシン）
4. ↑  駅別乗降人員 南大阪線 吉野線 - 近畿日本鉄道（ウェイバックマシン）
5. ↑  駅別乗降人員 南大阪線 吉野線 - 近畿日本鉄道（ウェイバックマシン）
6. ↑  駅別乗降人員 南大阪線 吉野線 - 近畿日本鉄道（ウェイバックマシン）
7. ↑  駅別乗降人員 南大阪線 吉野線 - 近畿日本鉄道（ウェイバックマシン）
8. ↑  近鉄線駅別乗降人員データ【調査日：令和3年11月9日(火)】 (PDF)  - 近畿日本鉄道
9. ↑  近鉄線駅別乗降人員データ【調査日：令和4年11月8日(火)】 (PDF)  - 近畿日本鉄道
10. ↑  近鉄線駅別乗降人員データ【調査日：令和5年11月7日(火)】 (PDF)  - 近畿日本鉄道
11. ↑  近鉄線駅別乗降人員データ【調査日：令和6年11月12日(火)】 (PDF)  - 近畿日本鉄道

#### 大阪府統計年鑑
1. ↑  大阪府統計年鑑（平成3年） (PDF)
2. ↑  大阪府統計年鑑（平成4年） (PDF)
3. ↑  大阪府統計年鑑（平成5年） (PDF)
4. ↑  大阪府統計年鑑（平成6年） (PDF)
5. ↑  大阪府統計年鑑（平成7年） (PDF)
6. ↑  大阪府統計年鑑（平成8年） (PDF)
7. ↑  大阪府統計年鑑（平成9年） (PDF)
8. ↑  大阪府統計年鑑（平成10年） (PDF)
9. ↑  大阪府統計年鑑（平成11年） (PDF)
10. ↑  大阪府統計年鑑（平成12年） (PDF)
11. ↑  大阪府統計年鑑（平成13年） (PDF)
12. ↑  大阪府統計年鑑（平成14年） (PDF)
13. ↑  大阪府統計年鑑（平成15年） (PDF)
14. ↑  大阪府統計年鑑（平成16年） (PDF)
15. ↑  大阪府統計年鑑（平成17年） (PDF)
16. ↑  大阪府統計年鑑（平成18年） (PDF)
17. ↑  大阪府統計年鑑（平成19年） (PDF)
18. ↑  大阪府統計年鑑（平成20年） (PDF)
19. ↑  大阪府統計年鑑（平成21年） (PDF)
20. ↑  大阪府統計年鑑（平成22年） (PDF)
21. ↑  大阪府統計年鑑（平成23年） (PDF)
22. ↑  大阪府統計年鑑（平成24年） (PDF)
23. ↑  大阪府統計年鑑（平成25年） (PDF)
24. ↑  大阪府統計年鑑（平成26年） (PDF)
25. ↑  大阪府統計年鑑（平成27年） (PDF)
26. ↑  大阪府統計年鑑（平成28年） (PDF)
27. ↑  大阪府統計年鑑（平成29年） (PDF)
28. ↑  大阪府統計年鑑（平成30年） (PDF)
29. ↑  大阪府統計年鑑（令和元年） (PDF)
30. ↑  大阪府統計年鑑（令和2年） (PDF)
31. ↑  大阪府統計年鑑（令和3年） (PDF)
32. ↑  大阪府統計年鑑（令和4年） (PDF)
33. ↑  大阪府統計年鑑（令和5年） (PDF)
34. ↑  大阪府統計年鑑（令和6年） (PDF)